# Wierzbięcin (Redzikowo)
Wierzbięcin (deutsch Grünhagen) ist ein Dorf im Powiat Słupski der polnischen Woiwodschaft Pommern.

## Geographische Lage
Wierzbięcin liegt in Hinterpommern, etwa neun Kilometer westlich von Słupsk (Stolp) und 114 Kilometer westlich der regionalen Metropole Danzig. Das Dorf umsäumt eine Chaussee, die von  Stolp aus über die Dörfer Bruskowo Wielkie (Groß Brüskow) und Postomino  (Pustamin) nach Darłowo (Rügemwalde) an der Ostsee  führt.  Der nächste Nachbarort ist das etwa einen Kilometer weiter östlich gelegene  Groß Brüskow.

## Geschichte
Grünhagen ist aus einer Ansammlung bäuerlicher Kleinbetriebe entstanden, die als Kolonie angelegt worden war.  Am 18. Januar 1868 wurde die Kolonie Grünhagen durch Beschluss der Regierung zu Köslin in einen selbständigen Gemeindebezirk umgewandelt. Im Jahr 1871 gab es in Grünhagen zwanzig Wohnhäuser mit insgesamt 111 Einwohnern. 1925 waren es 21 Wohnhäuser. Im Jahr  1939 wurden 93 Einwohner gezählt, die auf 24 Haushaltungen verteilt waren. Da Grünhagen keine eigene Schule hatte, gingen Schulkinder in Groß Brüskow zur Schule. Alle Einwohner waren evangelisch; das Dorf gehörte zum Kirchspiel von Groß Brüskow.
Vor Ende des Zweiten Weltkriegs gehörte Grünhagen zum Amtsbezirk Groß Brüskow  im Landkreis Stolp, Regierungsbezirk Köslin, der Provinz Pommern. Die Gemeindefläche betrug 138 Hektar.
Gegen Ende des Zweiten Weltkriegs wurde die Region am 8. März 1945 von der Roten Armee besetzt und kurz darauf unter polnische Verwaltung gestellt. Grünhagen wurde in Wierzbięcin umbenannt. Die Einwohner wurden vertrieben; später wurden in der BRD 35 und in der DDR 24 aus Grünhagen vertriebene Dorfbewohner ermittelt.
Im Jahr 2008 hatte Wierzbięcin 86 Einwohner.